# Balma Sporting Club
El Balma Sporting Club es un club de fútbol francés de la ciudad de Balma. Fue fundado en 1947 y juega en la Championnat National 3, quinta categoría del fútbol francés.

## Palmarés
- DH Midi-Pyrénées (1): 1999